# Dodgeball: A True Underdog Story
Dodgeball: A True Underdog Story er en amerikansk komedie film fra 2004 produceret af 20th Century Fox, skrevet og instrueret af Rawson Marshall Thurber. I hovedrollerne ses Vince Vaughn, Christine Taylor, Ben Stiller, Rip Torn og Justin Long.
Taglines:
- A True Underdog Story.
- Grab Life by the Ball.
- Grab Life by the Balls. (Australien og Europa)
- Go balls deep.

## Plot
Peter LaFleur (Vaughn) er en ungkarl med store økonomiske problemer, der tjener penge ved at køre Average Joe's, et mislykket fitness-center, med kun få medlemmer. Medlemmerne, Piraten Steve (Tudyk), Justin (Long), Gordan (Root), og Average Joe's ansatte Dwight (Williams) og Owen (Moore), er yderst loyale til både fitness-centeret og dets ejer. Peter opdager at White Goodman (Stiller), ejer af det store succesrige Globo-Gym, har indvesteret penge i Average Joe's grund, så ledes han kan bygge en kæmpe parkeringsplads til sit eget center. For at kunne undgå at miste sit center skal Peter tjene $50,000 på 30 dage, og efter at have prøvet at tjene penge på en mislykket bilvaskservicestation, finder Gordon ved at læse i et Obscure Sports Quarterly, ud af de kan vinde pengene ved at deltage i den årlige Dodgeball-turnering i Las Vegas. Men for at stoppe deres plan, stiller Goodman også op med sit eget hold af nogle af verdens bedste Dodgeball-spillere. Men med hjælp fra Goodmans dygtige bank sekretær Kate Veatch (Taylor), som han mislykket prøver at score, og den tidligere dodgeball træner veteran Patches O'Houlihan (Torn), er der lys i tunnellen for Average Joe's.

## Hold

### Hold, der vises i kampene i Las Vegas International Dodgeball Open
- Average Joe's
- Globo Gym Purple Cobras
- Skillz That Killz, indre-by mestrerne fem år i træk
- Lumberjacks
- Team Blitzkrieg, de Europæiske mestre, anført af David Hasselhoff
- Kamikazes, de Japanske mestre
- Las Vegas Metropolitan Police Department
- Poughkeepsie State Flying Cougars

### Nævnte hold, der ikke vises
- Moose Knuckles
- Clown Punchers
- Mulchers
- She-Mullets
- Wedgies
- Yetis
- Pouncers

## Rolleliste
| Karakter                          | Skuespiller      |
| --------------------------------- | ---------------- |
| Peter LaFleur                     | Vince Vaughn     |
| Kate Veatch                       | Christine Taylor |
| White Goodman                     | Ben Stiller      |
| Patches O'Houlihan                | Rip Torn         |
| Justin Redman                     | Justin Long      |
| Gordon Pibb                       | Stephen Root     |
| Owen                              | Joel Moore       |
| Dwight                            | Chris Williams   |
| Piraten Steve                     | Alan Tudyk       |
| Fran Salinovskovichdavidovitchsky | Missi Pyle       |
| Me'Shell Jones                    | Jamal Duff       |
| Cotton McKnight                   | Gary Cole        |
| Pepper Brooks                     | Jason Bateman    |
| Young Patches O'Houlihan          | Hank Azaria      |
| Turnerings dommer                 | Al Kaplon        |
| Lance Armstrong                   | Sig selv         |
| Chuck Norris                      | Sig selv         |
| Dodgeball kommentator             | William Shatner  |
| Tysk træner                       | David Hasselhoff |
| Amber                             | Julie Gonzalo    |
| Derek                             | Trever O'Brien   |
| Lazer                             | Kevin Porter     |
| Blazer                            | Brandon Molale   |